# Охотники за сокровищами (фильм, 2008)
«Охотники за сокровищами» (англ. Lost City Raiders) — научно-фантастический фильм телевизионный художественный фильм, поставленный режиссёром Жаном де Сегонзаком в 2008 году. В главных ролях — Иэн Сомерхолдер и Джеймс Бролин.
Премьера фильма состоялась 31 октября 2008 года в Германии.

## Сюжет
В 2048 году глобальное потепление вызвало мировое затопление. Уровень воды поднялся до максимума, большинство городов во всех странах рискуют быть смытыми с лица земли. Ватикан полагает, что существует легендарный скипетр Собека, Египетского бога воды, который давным-давно дал Моисею власть над водой. В целях избежания второго мирового потопа, Кардинал Баталья (Михаэль Мендль) прибегает к помощи Джона Кубиака, который вместе с сыновьями Джеком и Томасом, используя потоп, занимаются поисками затонувших ценных предметов. О существовании скипетра знает также Николас Филимонов, известный миллиардер, который хочет получить его для своих целей: управляя скипетром, он поднимет уровень воды ещё выше, скупит все земли за минимум, а после опустит уровень воды. Семье Кубиаков помогают Джованна, бывшая девушка Джека, и Сара. После смерти Джона они придают уверенности сыновьям в правильности того, что они делают. В то время как Кардинал настроен иначе и всеми силами пытается помешать, считая, что это приведёт к необратимым последствиям, команда обнаруживает, что может активировать древнюю камеру, которая позволит вызвать снижение паводковых вод. Фильм заканчивается тем, что команда вместе ужинает и просматривает карту из остальных тридцати одной камеры, куда они должны отправиться.

## В ролях
- Джеймс Бролин — Джон Кубиак
- Иэн Сомерхолдер — Джек
- Беттина Циммерманн — Джованна Бекер
- Джэми Кинг — Томас
- Элоди Френк — Сара
- Михаэль Мендль — Кардинал Баталья
- Бен Кросс — Николас Филимонов

## Производство
Производством фильма занимались частный германский телеканал ProSieben, мюнхенская компания Tandem Communications и американские сети кабельного телевидения Sci Fi Channel.
Режиссёром и автором сценария выступил Жан Де Сегонзак, известный как постановщик таких телесериалов, как «Закон и порядок: Лос-Анджелес», «Схватка», «Сумеречная зона» и «Сплетница».
О производстве картины было впервые объявлено в марте 2006 года, и уже через несколько недель фильм был заранее продан в Германии, Франции и Испании.
Первоначально планировалось, что 90-минутный фильм выйдет в двух частях, а телеканал Sci Fi Channel выразил надежду на целую серию последующих частей. Однако о продолжении речь так и не зашла.
Съёмочный процесс начался в апреле 2008 года.
Съёмки проходили в Южной Африке.

## Выпуск
Фильм вышел на Германском телевидении 31 октября 2008 года, на Sci Fi Channel — 22 ноября 2008 года.
Премьеры
- Таиланд — 13 ноября 2008 года — выпуск на DVD
- Венгрия — 15 февраля 2009 года
- Швеция — 26 августа 2009 года — выпуск на DVD
- Нидерланды — 22 сентября 2009 года — выпуск на DVD
- Австралия — 23 июля 2010 года
- Япония — 3 сентября 2010 года — выпуск на DVD
- Бельгия — 21 декабря 2011 года

## Оценки
Дэвид Хинкли из нью-йоркской газеты Daily News отнёс фильм к низкосортным, посетовав на предсказуемость сюжета: «К сожалению, действие оказывается довольно предсказуемо. Не настолько предсказуемо, как игра Бролина, но всё же предсказуемо, что, возможно, объясняет то, почему создатели фильма добавили романтическую сюжетную линию с участием не одной, а сразу двух энергичных, дерзких женщин».
Линда Стэйси из New York Post назвала картину «смехотворно ужасной выдумкой», смесью двух худших фильмов того времени — «Код да Винчи» и «Водный мир» — слившихся в один худший телефильм того времени, а возможно, на все времена, а газета The Tampa Tribune — «Водным миром» без бюджета.